# Beachwood Canyon
Pour les articles homonymes, voir Beachwood.
Beachwood Canyon est une communauté située à Hollywood Hills, dans la banlieue nord de Los Angeles. Juste au nord du site se trouve le célèbre panneau Hollywood.

## Historique
Une des plus anciennes maisons maisons d'Hollywood y a été construite dans les années 1880.
Beachwood Canyon s'est développé dans les années 1920. Les architectes qui y ont travaillé ont trouvé leur inspiration dans le sud de la France, l'Italie et l'Espagne, ainsi que de certains châteaux d'Allemagne.
Parmi les célébrités qui y ont habité figurent Charlie Chaplin (maison Moorcrest), Humphrey Bogart, ou plus récemment Kevin Bacon, Forest Whitaker et Keanu Reeves.

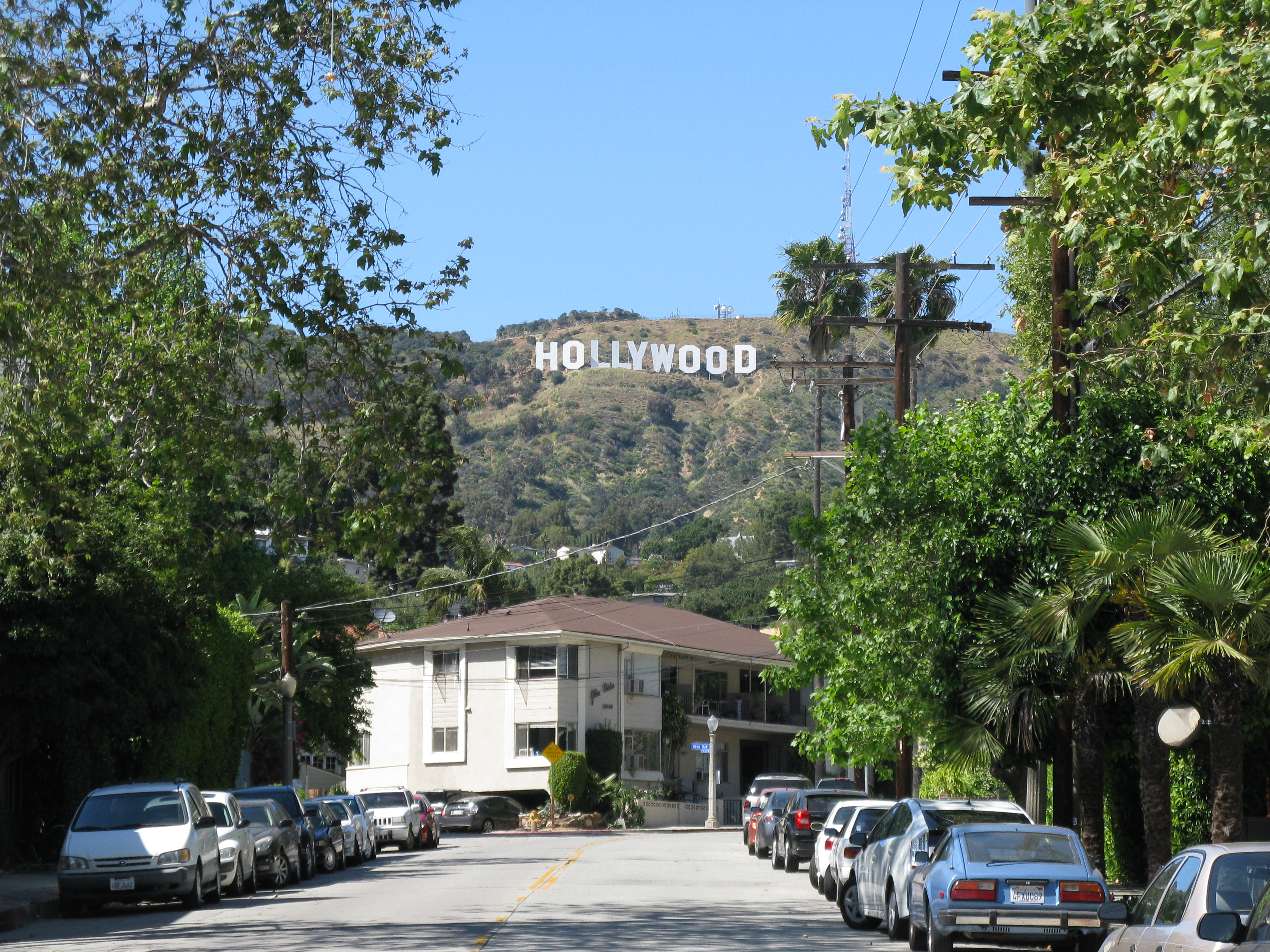
Le panneau Hollywood vu depuis Beachwood Drive.